# The Witcher 3: Wild Hunt
The Witcher 3: Wild Hunt (poloneză Wiedźmin 3: Dziki Gon) este un joc video high-fantasy și action role-playing, cu o acțiune ce are loc într-un mediu open-world, dezvoltat de CD Projekt RED. Anunțat în februarie 2013, a fost lansat internațional pentru platformele Microsoft Windows, PlayStation 4 și Xbox One în data de 19 mai 2015. Jocul este al treilea titlu al seriei, fiind precedat de The Witcher și The Witcher 2: Assassins of Kings, toate trei fiind bazate pe seria de fantezie omonimă scrisă de autorul polonez Andrzej Sapkowski.
Jucat dintr-o perspectivă third-person, jucătorul îl controlează pe protagonistul Geralt din Rivia, un vânător de monștri, cunoscut ca Vraciul (Witcher), care pleacă într-o lungă călătorie prin Regatele Nordice. În joc, jucătorii trebuie să înfrunte pericolele lumii folosind săbii și magie, în timp ce interacționează cu NPC-uri și completează misiunile principale și secundare pentru a parcurge povestea. Jocul a fost primit cu laude din partea criticilor, dar și cu un succes financiar, vânzând peste 6 milioane de copii în șase săptămâni. Jocul a câștigat mai multe premii la categoria Jocul Anului, premii oferite de diferite site-uri web de jocuri, critici și academii de jocuri.

## Gameplay
The Witcher 3: Wild Hunt este de 30 de ori mai mare decât jocurile Witcher anterioare, jucătorii putând călători cu barca către anumite locații sau cu ajutorul calului către altele. Cu toate acestea, este posibil și fast travel-ul în zonele deja explorate. The Witcher 3 a fost descris ca fiind "cu 20% mai mare decât Skyrim". Multe dintre acțiunile făcute de jucător schimbă lumea, unele dintre misiuni având un număr de opțiuni pentru a le completa, dar și diferite deznodăminte. CD Projekt RED a anticipat că jocul poate fi terminat în cel puțin 100 de ore, 50 dintre ele fiind pentru misiunile principale, iar restul de 50 pentru cele secundare.
Cu toate că este similar cu jocurile Witcher anterioare, Wild Hunt s-a îmbunătățit în anumite privințe. Luptele se concentrează pe un sistem action role-playing îmbinat cu folosirea magiei. Sistemul de luptă al jocurile anterioare a fost restructurat semnificativ. Wild Hunt a introdus anumite mecanici noi, precum abilitatea de a simți obiectivele din apropiere, oameni și resurse ("witcher sense"), lupta pe cal și pe mare, înotul sub apă și folosirea arcului. În plus, Geralt poate sări, urca, și trece peste obstacole mai mici. Mecanicile de cățărat "nu prea" sunt asemănătoare cu cele din Assassin's Creed, dar sunt "similare cu cele întâlnite în Uncharted". Crearea de iteme și pregătirea poțiunilor rămân la fel ca și în jocurile anterioare, fiind însă mai neiertătoare decât în The Witcher 2. Capcanele din The Witcher 2 au fost scoase complet. Cele cinci simboluri Witcher se reîntorc, fiecare având o formă alternativă care poate fi folosită.
Jocul conține o inteligență artificială sensibilă și avansată, precum și medii dinamice. Ciclul noapte-zi influențează anumiți monștrii, precum și puterile acestora, similar mitului cum că vârcolacii apar atunci când este lună plină. Jocul conține și un sistem de creștere a bărbii, în care barba personajului Geralt crește în vreme ce jucătorul petrece timp în lume. Ciri, o luptătoare excepțională din romanele Witcher, ce are și puteri magice, este un personaj cu care se poate juca. Gwent este un joc de strategie, care înlocuiește jocurile cu zaruri din titlurile Witcher anterioare.

## Povestea

### Cadrul
The Witcher 3: Wild Hunt încheie povestea lui Geralt din Rivia, protagonistul seriei, poveste parcursă și în jocurile anterioare. După întâmplările din The Witcher 2, cei care căutau să îl folosească pe Geralt au dispărut. Geralt încearcă să meargă mai departe cu viața sa, îmbarcându-se într-o misiune personală, în timp ce ordinea lumii începe să se schimbe.
The Witcher 3: Wild Hunt conține un mediu massive open world, pe care jucătorul îl poate exploata liber. Există și câteva locații, precum: Orașul Liber al Novigradului, mlaștinile din Velen, insulele Skellige și două teritorii ale Imperiilor Nilfgaardian: satul Livezilor Albe și Castelul Regal din Vizima. Școala de magie Kaer Morhen, care a apărut în cărți și în primul joc The Witcher, își face din nou apariția.
Fiecare locație are un număr mare de sate, fiecare cu propriile condiții sociale și economice. Nilfgaardians, de exemplu, i se înfățișează unui nordic ca Geralt ca un mediu aristocratic și binevoitor. Mediul open world este mai interactiv și decât cele mai bune jocuri open world, conținând sate abandonate, peșteri și păduri bântuite. Detaliile mai ample apar odată cu fiecare locație și sat, acestea având diferiți monștrii, unii dintre ei ieșind afară doar într-o anumită parte a zilei.

### Suprafața hărții
Conform CD Projekt Red, harta jocului Witcher 3 este de 35 de ori mai cuprinzătoare decât harta din Witcher 2. Conform producătorilor, regiunea Novigrad are circa 72 de kilometri pătrați în lumea reală, iar Skellige însumând nu mai puțin de 64 de kilometri pătrați. Cele două alăturare însumează 136 kilometri pătrați .Comparativ,universul din The Elder Scrolls V: Skyrim, are doar 39  de kilometri pătrați, harta din universul Witcher fiind de 3.5 ori mai mare. 
Față de un alt joc open-world renumit, Grand Theft Auto V (care are 81 kilometri pătrați), The Witcher 3: Wild Hunt este de 1.5 ori mai cuprinzător.